# Гептакарбонилтрис((циклопентадиенил)ниобий)
Гептакарбонилтрис[(циклопентадиенил)ниобий] — карбонильный комплекс металлоорганического
сэндвичевого комплексного соединения
ниобия и циклопентадиена
с формулой Nb3(C5H5)3(CO)7,
чёрные кристаллы.

## Получение
- Разложение раствора в н-гексане тетракарбонил(циклопентадиенил)ниобия под действием света:

{\displaystyle {\mathsf {12Nb(C_{5}H_{5})(CO)_{4}\ {\xrightarrow {h\nu }}\ Nb_{3}(C_{5}H_{5})_{3}(CO)_{7}\downarrow +5CO\uparrow }}}

## Физические свойства
Гептакарбонилтрис[(циклопентадиенил)ниобий] образует чёрные кристаллы
моноклинной сингонии,
пространственная группа P 21/c,
параметры ячейки a = 1,717 нм, b = 0,7752 нм, c = 1,876 нм, β = 117,57°, Z = 4.
Выдерживает кратковременную экспозицию на воздухе.
Умеренно растворяется в эфире,
Хорошо растворяется в метиленхлориде и тетрагидрофуране.
Растворы очень неустойчивы на воздухе.